# Cato Cocozza
Cato Cocozza (Oslo, 18 marzo 1984) è un ex hockeista su ghiaccio norvegese professionista, di ruolo attaccante.

## Carriera
Ha sempre giocato nel massimo campionato norvegese, vestendo le maglie di Frisk Asker (dal 2003 al 2007 e nuovamente dall'estate 2017), Vålerenga (nella stagione 2007-2008 e dal 2010 al 2014), Sparta Warriors Sparsborg (dal 2008 al 2010), Manglerud Star (dal 2014 al gennaio 2017) e Lørenskog (nell'ultima parte della stagione 2016-2017).
Ha vestito le maglie delle rappresentative nazionali Under-18 ed Under-20 disputando con ciascuna una edizione del campionato mondiale di categoria.
Nella stagione 2007-2008 ha vestito anche per due volte la maglia della nazionale maggiore.
Ha annunciato il ritiro al termine della stagione 2018-2019.